# Kim Young-ok
Kim Young-ok (en hangul, 김영옥; hanja: 金英玉; Incheon, 5 de diciembre de 1937) es una veterana actriz surcoreana.

## Biografía
Kim Young-ok está casada, la pareja tiene una hija.
Es buena amiga del actor surcoreano Byun Hee-bong.

## Carrera
En abril de 2020 se unió al elenco recurrente de la serie The King: The Eternal Monarch, donde interpretó a Noh Ok-nam, la nana del Rey Lee Gon (Lee Min-ho) a quien cuidó desde que sus padres murieron.

## Filmografía

### Series de televisión
| Año     | Título                                  | Papel                                | Canal     | Notas                      | Ref.          |
| ------- | --------------------------------------- | ------------------------------------ | --------- | -------------------------- | ------------- |
| 1978    | 주인                                    |                                      | MBC       |                            |               |
| 1978    | I Sell Happiness                        |                                      | MBC       |                            |               |
| 1981    | Se-ah                                   |                                      | MBC       |                            |               |
| 1985    | The Seaside Village                     |                                      | MBC       |                            |               |
| 1986    | Love and Ambition                       | tía de Hae-young                     | MBC       |                            |               |
| 1988    | Forget Tomorrow                         |                                      | MBC       |                            |               |
| 1988    | Teacher, Our Teacher                    |                                      |           |                            |               |
| 1988    | The Last Idol                           |                                      |           |                            |               |
| 1989    | Wang Rung's Kin                         |                                      |           |                            |               |
| 1989    | Flowering Nest                          |                                      |           |                            |               |
| 1989    | Carousel                                |                                      |           |                            |               |
| 1989    | 완장                                    |                                      | MBC       |                            |               |
| 1990    | That Woman                              |                                      | MBC       |                            |               |
| 1990    | My Mother                               |                                      | MBC       |                            |               |
| 1991    | Yesterday's Green Grass                 |                                      | KBS2      |                            |               |
| 1993    | 옛날 나 어릴 적에                       |                                      | KBS1      |                            |               |
| 1993    | Wild Chrysanthemum                      |                                      | KBS2      |                            |               |
| 1993    | To Live                                 |                                      | SBS       |                            |               |
| 1993    | 3rd Republic                            | Baek Nam-ui, madre de Park Chung-hee | MBC       |                            |               |
| 1993    | Sergeant Oh                             |                                      | SBS       |                            |               |
| 1993    | 순달씨와 병구씨와 옥주양                | Ms. Yeo                              | MBC       | MBC Best Theater           |               |
| 1994    | 길거리표 부처님                         | abuela abandonada                    | MBC       | MBC Best Theater           |               |
| 1994    | The Woman in the Matchbox               |                                      | SBS       |                            |               |
| 1995    | The Road                                | Mrs. Song                            | KBS2      |                            |               |
| 1995    | 또 하나의 시작                          |                                      |           |                            |               |
| 1996    | Wealthy Yu-chun                         |                                      | SBS       |                            |               |
| 1996    | The Most Beautiful Goodbye in the World | Sang Joo-daek                        | MBC       |                            |               |
| 1996    | Until We Can Love                       |                                      | KBS1      |                            |               |
| 1996    | The Scent of Winter                     |                                      | KBS2      |                            |               |
| 1997    | Golden Feather                          |                                      |           |                            |               |
| 1997    | The Reason I Live                       | Kim Sook-hee                         | MBC       |                            |               |
| 1997    | Beautiful Crime                         |                                      | SBS       |                            |               |
| 1997    | Bridal Room                             |                                      | KBS2      |                            |               |
| 1998    | A Bird's Gift                           | abuela                               | MBC       |                            |               |
| 1998    | Love Is All I Know                      |                                      |           |                            |               |
| 1998    | 아빠를 찾아주세요                       |                                      | KBS2      |                            |               |
| 1998    | 너와 나의 노래                          |                                      | KBS2      |                            |               |
| 2000    | Wang Rung's Land                        | Oh Ran                               | SBS       |                            |               |
| 2000    | Ajumma                                  | abuela de Sam-sook                   | MBC       |                            |               |
| 2001    | Wonderful Days                          | abuela                               | SBS       |                            |               |
| 2001    | Morning Without Parting                 | Kim Kyung-hee                        | SBS       |                            |               |
| 2002    | Successful Story of a Bright Girl       | abuela de Cha Yang-soon              | SBS       |                            |               |
| 2002    | Since We Met                            | abuela de Kang Min-seok              | MBC       |                            |               |
| 2002    | Solitude                                | Kim Il-soon                          | KBS2      |                            |               |
| 2002    | The Maengs' Golden Era                  | Han Eul-soon                         | MBC       |                            |               |
| 2003    | Yellow Handkerchief                     | abuela Son                           | KBS1      |                            |               |
| 2003    | Bodyguard                               | abuela materna deNa-young            | KBS2      |                            |               |
| 2003    | Pearl Necklace                          | abuela de Kim Ki-nam                 | KBS2      |                            |               |
| 2004    | More Beautiful Than a Flower            | abuela de Woo-sik                    | KBS2      |                            |               |
| 2004    | Tropical Nights in December             | paciente                             | MBC       | Aparición especial         |               |
| 2004    | Old Miss Diary                          | Young-ok                             | KBS2      |                            |               |
| 2004    | Land                                    | abuela de Gan-nan                    | SBS       |                            |               |
| 2005    | Take My Hand                            |                                      | KBS2      |                            |               |
| 2005    | Bizarre Bunch                           | Seo Mal-ja                           | KBS1      |                            |               |
| 2005    | Let's Marry                             | abuela Jung Jae-won                  | MBC       |                            |               |
| 2006    | Special of My Life                      | madre de Jung Hyung-seok             | MBC       |                            |               |
| 2006    | Snow Flower                             | madre de Lee Kang-ae                 | SBS       |                            |               |
| 2006    | Miracle                                 | madre de Jang Young-chul             | MBC       |                            |               |
| 2006    | High Kick!                              | Prima de Soon-jae                    | MBC       |                            |               |
| 2007    | Dal-ja's Spring                         | Lee Kkeut-soon                       | KBS2      |                            |               |
| 2007    | Crazy in Love                           | Han Bok-ja                           | SBS       |                            |               |
| 2007    | The 1st Shop of Coffee Prince           | abuela de Choi Han-kyul              | MBC       |                            |               |
| 2007    | Fly High                                | Jo Ok-young                          | SBS       |                            |               |
| 2007    | Likeable or Not                         | Mrs. Choi                            | KBS1      |                            |               |
| 2007    | New Heart                               |                                      | MBC       |                            |               |
| 2008    | Aster                                   | mujer Ulgeum                         | MBC       |                            |               |
| 2008    | Chil-woo the Mighty                     | mujer de Mungdung                    | KBS2      |                            |               |
| 2008    | Family's Honor                          | Yoon Sam-wol                         | SBS       |                            |               |
| 2009    | Glory of Youth                          | madre de Bae Yong-jin                | KBS1      |                            |               |
| 2009    | Boys Over Flowers                       | Head maid                            | KBS2      |                            |               |
| 2009    | Partner                                 | Go Myung-ja                          | KBS2      | Aparición especial, ep. 9  |               |
| 2009    | Children of Heaven                      |                                      |           |                            |               |
| 2009    | Everybody Cha-cha-cha                   | Park Jung-nyeo                       | KBS1      |                            |               |
| 2009    | Assorted Gems                           | Kyul Myung-ja                        | MBC       |                            |               |
| 2010    | Master of Study                         | Lee Boon-yi                          | KBS2      |                            |               |
| 2010    | The Slave Hunters                       | abuela de Hwang Chul-woong           | KBS2      |                            |               |
| 2010    | Gloria                                  | Oh Soon-nyeo                         | MBC       |                            |               |
| 2010    | All My Love                             | Kim Young-ok                         | MBC       |                            |               |
| 2011    | Paradise Ranch                          |                                      |           |                            |               |
| 2011    | The Women of Our Home                   | Choi Jung-ok                         | KBS1      |                            |               |
| 2011    | Hooray for Love                         | abuela de Nam Da-reum                | MBC       | Aparición especial         |               |
| 2011    | Protect the Boss                        | Mrs. Song                            | SBS       |                            |               |
| 2011    | Just Like Today                         | Oh Gap-boon                          | MBC       |                            |               |
| 2011    | Brain                                   | Sa Bong-ja (invitada)                | KBS2      |                            |               |
| 2011    | Saving Mrs. Go Bong-shil                | Kim Geum-shil                        | TV Chosun |                            |               |
| 2012    | K-Pop - The Ultimate Audition           | abuela de Kwon Ji-woo                | Channel A |                            |               |
| 2012    | Love, My Love                           | Lee Geum-nyeo                        | KBS2      |                            |               |
| 2012    | Standby                                 | Young-ok, madre de Park Joon-geum    | MBC       | Aparición especial         |               |
| 2012    | Lovers of Haeundae                      | Shim Mal-nyun                        | KBS2      |                            |               |
| 2012    | My Lover, Madame Butterfly              | Yoo Geum-dan                         | SBS       |                            |               |
| 2012    | Here Comes Mr. Oh                       | Chun Geum-soon                       | MBC       |                            |               |
| 2013    | Ruby Ring                               | Jo Il-soon                           | KBS2      |                            |               |
| 2013    | Drama Special "Yeon-woo's Summer"       | abuela de Lee Yeon-woo               | KBS2      |                            |               |
| 2014    | The Full Sun                            | Hong Soon-ok                         | KBS2      |                            |               |
| 2014    | Make Your Wish                          | Chairman Choi                        | MBC       |                            |               |
| 2014    | Marriage, Not Dating                    | Noh Geum-soon                        | tvN       |                            |               |
| 2014    | Rosy Lovers                             | Jo Bang-shil                         | MBC       |                            |               |
| 2014    | Birth of a Beauty                       | abuela de Lee Kang-joon              | SBS       |                            |               |
| 2015    | Drama Special "Snowy Road"              | older Choi Jong-boon                 | KBS1      |                            |               |
| 2015    | The Return of Hwang Geum-bok            | Wang Yeo-sa                          | SBS       |                            |               |
| 2015    | All About My Mom                        | Song Ki-nam                          | KBS2      |                            |               |
| 2016    | Dear My Friends                         | Oh Ssang-boon                        | tvN       |                            |               |
| 2016    | Blow Breeze                             | Dal-rae                              | MBC       |                            |               |
| 2016    | Shopaholic Louis                        | Choi Il-soon                         | MBC       |                            |               |
| 2016    | Listen to Love                          |                                      | jTBC      | Aparición especial         |               |
| 2016    | Sweet Stranger and Me                   | abuela Oh Rye                        | KBS2      | Aparición especial, ep. 7  |               |
| 2017    | Manhole                                 |                                      | KBS2      | (voz)                      |               |
| 2017    | Sisters-in-Law                          | Kang Hae Soon                        |           |                            |               |
| 2017    | Live Up to Your Name, Dr. Heo           | Kkot-boon                            | tvN       |                            |               |
| 2017    | TV Novel: Dal Soon's Spring             | Boom Yi                              |           |                            |               |
| 2017    | The Most Beautiful Goodbye              | Abuela de Yeon Soo                   | tvN       |                            |               |
| 2018    | Welcome to Waikiki                      | Abuela en la fiesta                  |           |                            |               |
| 2018    | The Great Seducer                       | Abuela en la casa de ancianos        |           |                            |               |
| 2018    | Rich Family's Son                       | Park Soon-ok                         | MBC       |                            |               |
| 2018    | Miss Hammurabi                          | Abuela de Park Cha Oh-reum           |           |                            |               |
| 2018    | Witch's Love                            | Maeng Ye Soon, tía de Cho Hong       |           |                            |               |
| 2018    | My Strange Hero                         | Lee Sun-hye, abuela de Soo Jung      | SBS       |                            |               |
| 2019    | The Light in Your Eyes                  | Abuela de Joon Ha                    |           |                            |               |
| 2019    | Her Private Life                        | Abuela de Duk Mi                     |           | Ep. 4                      |               |
| 2019    | Golden Garden                           | Kang Nam Doo                         |           |                            |               |
| 2019    | Love Alarm                              | Abuela de Kim Jo-jo                  |           |                            |               |
| 2020    | The King: The Eternal Monarch           | Noh Ok-nam                           | SBS       |                            | [ 8 ]         |
| 2021    | Mouse                                   | Abuela de Oh Bong-yi                 | tvN       |                            |               |
| 2021    | Squid Game                              | Madre de Seong Ki-hoon               | Netflix   |                            |               |
| 2021    | Hometown Cha Cha Cha                    | Kim Gam-ri                           | tvN       |                            |               |
| 2021    | Young Lady and Gentleman                | Jin Dal-rae                          | KBS       |                            | [ 9 ]         |
| 2021    | Jirisan                                 | Lee Moon-ok                          | tvN       |                            |               |
| 2022    | Bravo, My Life                          | Abuela de Seo Dong-hee               | KBS1      | Aparición especial         |               |
| 2022    | Mañana                                  | Lee Jeong-moon                       | MBC       | Aparición especial, ep. 13 |               |
| 2022    | The Law Cafe                            | Wol-seon                             | KBS2      | Aparición especial         | [ 10 ]        |
| 2022-23 | Vengeance of the Bride                  | Park Yong-ja                         | KBS2      |                            |               |
| 2023    | King the Land                           | Cha Soon-hee                         | jTBC      |                            | [ 11 ]        |
| 2024    | The Midnight Studio                     | So Geum-soon                         | ENA       |                            | [ 12 ]        |
| 2024    | La jueza del infierno                   | Oh Mi-ja                             | SBS       |                            | [ 13 ] [ 14 ] |
| 2024-25 | El negocio familiar                     | Ahn Gil-rye                          | KBS2      |                            | [ 15 ] [ 16 ] |

### Cine
| Año  | Título                             | Papel                    | Notas              | Ref.   |
| ---- | ---------------------------------- | ------------------------ | ------------------ | ------ |
| 1957 | Farewell Sorrow!                   |                          |                    |        |
| 1958 | Open the Door to a Pure Heart      |                          |                    |        |
| 1959 | Bear                               |                          |                    |        |
| 1959 | Even the Clouds Are Drifting       |                          |                    |        |
| 1961 | A Shoeshine Boy                    |                          |                    |        |
| 1963 | The Mistress                       |                          |                    |        |
| 1966 | Have Cake and Eat It, Too          |                          |                    |        |
| 1967 | Flame in the Valley                |                          |                    |        |
| 1968 | A Young Bride                      |                          |                    |        |
| 1968 | A Young Zelkova                    |                          |                    |        |
| 1970 | Mi-ae                              |                          |                    |        |
| 1980 | Man-suk, Run!                      |                          |                    |        |
| 1986 | No Woman Is Afraid of the Night    |                          |                    |        |
| 1987 | The Chef of 8 Provinces            | chef de Mokpo            |                    |        |
| 1988 | Puppy Love                         |                          |                    |        |
| 1990 | Watercolor Painting in a Rainy Day | Nanny                    |                    |        |
| 1990 | The Lovers of Woomook-baemi        | madre de Il-do           |                    |        |
| 1999 | White Valentine                    | señora en la floristería |                    |        |
| 2003 | Spring Breeze                      | madre de Seon-guk        |                    |        |
| 2003 | A Man Who Has Been Revealed        | mujer de mediana edad    |                    |        |
| 2004 | Springtime                         | abuela de Jae-il         |                    |        |
| 2006 | Old Miss Diary: The Movie          | Young-ok                 |                    |        |
| 2007 | Big Bang                           | madre de Yang Chul-gon   |                    |        |
| 2007 | Soo                                | abuela del oficial Seo   | Aparición especial |        |
| 2008 | Public Enemy Returns               | madre de Kang Chul-joong |                    |        |
| 2008 | Our School's E.T.                  | madre de Chun Sung-geun  |                    |        |
| 2010 | Le Grand Chef 2: Kimchi Battle     | madre de Yeo-sang        |                    |        |
| 2011 | Sunny                              | abuela de Im Na-mi       |                    |        |
| 2012 | Spring, Snow                       | madre                    |                    |        |
| 2013 | Fists of Legend                    | suegra                   |                    |        |
| 2015 | Casa Amor: Exclusive for Ladies    | presidenta Yeon          |                    |        |
| 2015 | Granny's Got Talent                | shaman                   | Aparición especial |        |
| 2015 | Makgeolli Girls                    |                          |                    |        |
| 2015 | Bean Sprouts                       | madre de Gong Na-mul     | Aparición especial |        |
| 2017 | Snowy Road                         | Choi Jong-boon (adult)   |                    |        |
| 2023 | Bailarina                          | traficante de armas      | Aparición especial | [ 18 ] |

### Espectáculo de variedades
| Año  | Título               | Red  | Notas              |
| ---- | -------------------- | ---- | ------------------ |
| 2013 | Mamado ("Mama, Too") | KBS2 | miembro del elenco |

### Actuación de voz
| Año  | Título                      | Rol                     | Red  |
| ---- | --------------------------- | ----------------------- | ---- |
| 1975 | Mazinger Z                  | Soe-dol ("Juzo Kabuto") | MBC  |
| 1976 | Robot Taekwon V             | Kim Hoon                | Film |
| 1977 | Paul's Miraculous Adventure | Paul                    | TBC  |
| 1987 | Esteban, a Boy from the Sun | Esteban                 | MBC  |
|      | Super Boy                   |                         |      |

## Premios y nominaciones
| Año  | Premio                    | Categoría                                          | Nominación                            | Resultado |
| ---- | ------------------------- | -------------------------------------------------- | ------------------------------------- | --------- |
| 1979 | 15th Baeksang Arts Awards | Grand Prize (Daesang) Televisión                   | I Sell Happiness                      | Ganadora  |
| 1992 | 28th Baeksang Arts Awards | actriz más popular (TV)                            | Yesterday's Green Grass               | Ganadora  |
| 1993 | KBS Drama Awards          | alta excelencia, actriz                            | Wild Chrysanthemum, Love and Farewell | Ganadora  |
| 2005 | KBS Entertainment Awards  | premio a los logros                                | Old Miss Diary                        | Ganadora  |
| 2007 | 44th Grand Bell Awards    | mejor actriz de reparto                            | Old Miss Diary: The Movie             | Nominada  |
| 2009 | MBC Drama Awards          | premio dorado de actuación, actriz de drama serial | Assorted Gems                         | Ganadora  |
| 2011 | SBS Drama Awards          | premio a los logros                                | Protect the Boss                      | Ganadora  |
| 2015 | KBS Drama Awards          | alta excelencia, actriz                            | Snowy Road                            | Ganadora  |